# Ali al-Akbar ibn al-Husain
Ali al-Akbar ibn al-Husain (* 662; † 10. Oktober 680, arabisch علي الأكبر بن الحسين, DMG ʿAlī al-akbar b. al-Ḥusain) war ein Sohn al-Husain ibn ʿAlīs und Umm Laylas. Ali al-Akbar soll gemäß der Überlieferung in der Schlacht von Kerbala eine wichtige Rolle gespielt haben, dort soll er durch einen Speerwurf zu Tode gekommen sein. Seine letzten Worte seien an seinen Vater gerichtet gewesen. Er wurde mit seinem Vater im Imam-Husain-Schrein begraben.
Von Schiiten wird Ali al-Akbar als Märtyrer verehrt.